# Петухов Лог (Таштагольський район)
Петухо́в Лог (рос. Петухов Лог) — селище у складі Таштагольського району Кемеровської області, Росія. Входить до складу Каларського сільського поселення.

## Населення
Населення — 5 осіб (2010; 1 у 2002).
Національний склад (станом на 2002 рік):
- росіяни — 100 %